# Madeinox Bric Loulé/2007
Deze pagina geeft een overzicht van de wielerploeg Madeinox-Bric-Loulé in 2007.
| Naam             | Geboortedatum | Nationaliteit | Ploeg 2006                    |
| ---------------- | ------------- | ------------- | ----------------------------- |
| Marco Cunha      | 28-02-1987    | Portugal      |                               |
| Joaquim Gregorio | 22-10-1982    | Portugal      | Imoholding-Loulé Jardim Hotel |
| Pedro Hermida    | 25-03-1976    | Spanje        | Imoholding-Loulé Jardim Hotel |
| Nuño Marta       | 28-11-1976    | Portugal      | Imoholding-Loulé Jardim Hotel |
| Gilberto Martins | 26-12-1980    | Portugal      | Vitória-ASC                   |
| Lizuarte Martins | 23-08-1978    | Portugal      |                               |
| Helder Oliveira  | 20-02-1983    | Portugal      |                               |
| Alejandro Porto  | 23-10-1981    | Spanje        | Imoholding-Loulé Jardim Hotel |
| Fernando Sousa   | 09-03-1979    | Portugal      |                               |
| Sérgio Sousa     | 11-10-1983    | Portugal      |                               |
| José Vaz         | 26-10-1981    | Portugal      | Paredes Rota dos Móveis       |
| André Vital      | 22-11-1982    | Portugal      |                               |